# Cadu Paschoal
Carlos Eduardo Paschoal Campos (Niterói, 13 de dezembro de 1996), mais conhecido como Cadu Paschoal, é um ator e dublador brasileiro. Ficou conhecido pelo seu papel em Caminho das Índias como Hari.

## Biografia
Filho de Maria de Fátima Paschoal e de Alcir Campos, e irmão do também ator Cauê Campos, Cadu começou a atuar no teatro aos seis anos de idade na peça Meio Ambiente, depois fez sua primeira atuação no cinema fazendo uma participação especial no filme O Guerreiro Didi e a Ninja Lili.
Na novela Caminho das Índias, interpretou o personagem Hari, neto de Puja e filho de Ramu. Em 2009, Cadu foi capa da revista Molde & Cia Especial Infantil junto com Karina Ferrari e Laura Barreto.
Cadu Paschoal também participou da terceira edição da Dança das Crianças no Domingão do Faustão, os ritmos foram rock, forró, batidão sertanejo, hip hop e gafieira. Cadu Paschoal e Nahuana Costa foram o finalistas, que Cadu acabou sendo vice-campeão da disputa.

## Filmografia

### Televisão
| Ano     | Título              | Papel                     | Notas                                       |
| ------- | ------------------- | ------------------------- | ------------------------------------------- |
| 2009    | Caminho das Índias  | Hari Hitid                |                                             |
| 2009    | Dança das Crianças  | Ele Mesmo (participante)  | Vice campeão; Quadro do Domingão do Faustão |
| 2010    | Araguaia            | Pedro                     |                                             |
| 2013    | Malhação Casa Cheia | Paulino                   | 21ª temporada                               |
| 2015–16 | Totalmente Demais   | Riscado                   |                                             |
| 2016    | Sol Nascente        | Menino da aldeia na Bahia | Participação especial                       |
| 2019    | Sob Pressão         | Djalma                    | Episódio: "Episódio #3.6"                   |
| 2019    | Zuzubalândia        | Brigadeiro (voz)          | Episódio: "Ajudante de Papai Noel"          |

### Cinema
| Ano  | Título                                     | Papel                  | Notas                           |
| ---- | ------------------------------------------ | ---------------------- | ------------------------------- |
| 2008 | O Guerreiro Didi e a Ninja Lili            | Fubá                   | [ 5 ]                           |
| 2013 | Minhocas                                   | Júnior (voz)           | Primeiro stop-motion brasileiro |
| 2017 | The Fates                                  | Niquimba               |                                 |
| 2017 | Lino - O Filme: Uma Aventura de Sete Vidas | Lino Adolescente (voz) |                                 |

## Teatro
| Ano  | Título                  | Papel | Ref    |
| ---- | ----------------------- | ----- | ------ |
| 2010 | A Rosa Branca Encantada | João  | [ 11 ] |

## Dublagens

### Filmes
- Jaden Smith em Karate Kid (Dre Parker);[4] Depois da Terra (Kitai Raige)
- Isaac Hempstead-Wright em The Boxtrolls
- Noah Ringer em O Último Mestre do Ar (Aang)[4]
- Ammar Butterfueld em Adam e seus Clones (Sheldon)
- Asa Butterfield em A Invenção de Hugo Cabret (Hugo Cabret)
- Jackie Radinsky em Ho Ho Holiday (Neto #2)
- Thomas Kuc em Ho Ho Holiday (Nigel)
- Billy (Ranger Azul) em Power Rangers - O Filme

### Séries
- Brandon Soo Hoo em Supah Ninjas (Connor)
- Jackie Radinsky em Bella e os Bulldogs (Sawyer Huggins)
- Thomas Kuc em Game Shakers (Hudson Gimble)
- Tanner Stine em The Thundermans (Oyster)
- John B em Outer Banks (Chase Stokes)
- Andrés de La Mora em Noobees (David)

### Desenhos/Animes
- Goby em Bubble Guppies
- Deepak em Rua Dálmatas 101
- Kenta em Beyblade Metal Fusion, Beyblade Metal Masters e Beyblade Metal Fury
- Fernando em Rio[12] e Rio 2
- Ben 23 em Ben 10: Omniverse
- Ovo/Bebê Trubshaw em Os Boxtrolls
- Jamie em Jamie tem Tentáculos
- Trunks do presente em Dragon Ball Kai
- Hadji em Tom e Jerry: Aventura com Jonny Quest
- Miles Morales/Homem-Aranha em Homem-Aranha: No Aranhaverso
- Mô em O Mundo de Mia

## Prêmios e indicações
| Ano  | Premiação          | Categoria            | Trabalho                                             | Resultado | Ref.          |
| ---- | ------------------ | -------------------- | ---------------------------------------------------- | --------- | ------------- |
| 2010 | 12º Prêmio Contigo | Melhor Ator Infantil | Caminho das Índias                                   | Venceu    | [ 13 ] [ 14 ] |
| 2011 | Prêmio Yamato      | Melhor Revelação     | Aang, em O Último Mestre do Ar, e Dre, em Karatê Kid | Venceu    | [ 15 ]        |